# Rhinogobius changtinensis
Rhinogobius changtinensis är en fiskart som beskrevs av Huang och Chen 2007. Rhinogobius changtinensis ingår i släktet Rhinogobius och familjen smörbultsfiskar. Inga underarter finns listade i Catalogue of Life.